# Ảo ảnh ban trưa (phim)
Ảo ảnh ban trưa (tiếng Nga: Тени исчезают в полдень) là bộ phim được chuyển thể từ cuốn tiểu thuyết cùng tên của nhà văn Anatoly Ivanov.